# Mainstreaming
Mainstreaming je pojem z oboru mediálních studií, kam ho roku 1980 vnesl George Gerbner. Definoval ho jako proces, při němž intenzivní příjem hlavního proudu mediálních sdělení (tzv. mainstreamu) vede k názorovému a hodnotovému zestejňování diváků z různých sociálních vrstev a kulturních prostředí. Gerbnerův přístup, někdy též nazývaný "kultivační teorie" (neboť autor věří, že média mohou diváka "kultivovat", ve smyslu "pozvolna pozměňovat") je jeden z nejvlivnějších konceptů vlivu médií.
Maistreaming George Gerbner objevil v 70. letech 20. století u silných televizních diváků (sledovali televizi více než 4 hodiny denně). Pojem prvně použil v práci Mainstreaming of America roku 1980, kde konstatoval, že občasní diváci televize si své názory podrží, silní diváci se však postupně k sobě navzájem názorově přibližují.
George Gerbner popsal též. tzv. efekt rezonance: když je poselství médií ve shodě s osobním prožitkem diváka, vliv poselství se výrazně zesiluje, Gerbrner hovoří o tzv. "double dose" (dvojité dávce).
K pojmu se Gerbner vrátil roku 1987 v knize Television's Populist Brew: The Three B's. Tři "B" v názvu značí bluring, blending a bending. Těmito pojmy Gerbner mainstreaming dále rozvíjí: blending zmanená, že se v mainstreamu potkávají různé sociální skupiny, jejichž rozdílnost klesá (např. muži, ženy, staří, mladí), bluring, že mainstream rozmazává tradiční třídní rozdíly a bending, že diváci přijímají při mainstreamingu hodnoty, které vyhovují médiím samotným.